# 拉索圖米山
11°56′40″S 74°49′39″W / 11.94444°S 74.82750°W
拉索圖米山（Lasu Tumi），是秘魯的山峰，位於該國中部胡寧大區，由萬卡約省的帕里亞萬卡區負責管轄，屬於安地斯山脈的一部分，海拔高度5,200米。